# Lacinipolia francisca
Lacinipolia francisca là một loài bướm đêm trong họ Noctuidae.